# Route communale 102-A (Haïti)
Pour les articles homonymes, voir Route 100.
La route communale 102-A, ou RC 102-A, est une route communale d'Haïti, reliant Jean-Rabel à Anse-Rouge.

## Présentation
La route communale 102-A commence au centre-ville d'Anse-Rouge  à l'intersection avec la Route départementale 102. 
La route se dirige vers le nord, passe la rivière Anse Coudre jusqu'à l'aéroport d'Anse-Rouge. 
Plus loin, elle atteint la limite de Jean-Rabel puis longe la Ravine Port-à-Piment jusqu'au quartier de La Réserve où elle longe la rivière Doucet puis la rivière Jean-Rabel.
La route 102-A se termine au centre-ville de Jean-Rabel.

## Tracé
- Jean-Rabel
- Anse-Rouge